# 김정혜 (1868년)
김정혜(金貞蕙, 1868년 ~ 1915년)는 대한제국의 여성 교육계몽운동가이다.

## 생애
경기도 파주에서 남원 양씨(南原梁氏) 문중의 여식으로 출생하여 지난날 한때 황해도 수안에서 잠시 유아기를 보낸 적이 있으며 훗날 황해도 개성에서 성장하였으며 1878년 11세 시절 출가하여 1881년 14세 시절에 상배(喪配)하면서 미망인이 되었다.
이후 1908년 개성 송계학당(開城 松桂學堂)을 인수하여 젊은 미망인들 혹은 젊은 과부들을 위한 신학문 학습처를 마련하였다. 그리고 그 해(1908년) 개신교 신자 입문하면서 이름을 김정혜로 개명하였다.
1910년 대한제국 학부(大韓帝國 學部)의 설립 인가되면서 함께 정화여자고등보통학교(貞和女子高等普通學校)로 개칭되었으며, 훗날 대한민국 정부 수립 이후 정화여학교 재단으로 개편되었다.
1915년 사재를 털어 재단법인 정화학교를 설립한 후 사망, 장례는 개성군 사회장(社會葬)으로 치러졌다.
훗날 캐나다 출신의 대한민국 항일 사회 운동가 석호필(石虎弼) 前 장로회신학대학교 전임교수가 그녀를 사모(師母)로 섬기는 등 해외 출신 기독교 신자들의 추모를 받기도 하였다.